# Motul de San José
Motul de San José est un site archéologique maya situé à trois kilomètres au nord du lac Petén Itzá au Guatemala. Découvert par Teobert Maler en 1895, ce centre secondaire date du Préclassique récent. Il est aussi appelé "site archéologique Ik'" d'après son glyphe-emblème portant comme signe principal un symbole maya qui signifiait le vent.
Motul de San José est associé à un style de céramique appelé «style d'Ik'», daté de 750 à 850. On pense que l'atelier se trouvait à Motul de San José car le glyphe-emblème du site apparaît fréquemment sur les vases de ce style. Le style d'Ik' est remarquable à plus d'un égard, pour ses vases décorés de glyphes roses et de nombreuses représentations d'un personnage que les spécialistes ont affublé du sobriquet de «Gros cacique» («Fat Cacique» dans la littérature de langue anglaise), qu'on ne rencontre pas ailleurs, remarquable également parce que, chose rare en Mésoamérique, un des artistes, que les mayanistes considèrent comme un maître, a signé ses œuvres